# César González Martínez
César González Martínez (San Cristóbal, Estado Táchira, 14 de diciembre de 1904 - Caracas, 9 de julio de 1984), fue un abogado, político y diplomático venezolano, con una intensa vida intelectual y cultural, así como dominio de los idiomas español, francés, inglés e italiano. En 1929 obtuvo el grado de Doctor en Ciencias Políticas en la Universidad Central de Venezuela y continuó cursos de especialización en La Sorbonne (Sorbona) y Lausanne (Lausana) entre los años de 1932-1936.
Dedicó su vida al servicio público en Venezuela y tuvo destacada actuación en el servicio exterior de su país. Desde temprana edad ejerce como diputado al Congreso Nacional, Vicepresidente de la Cámara de Diputados (1929-1932), Senador por el Estado Táchira y Ministro de Relaciones Interiores (1942-1943) en el gabinete del Presidente Isaías Medina Angarita. De su extensa carrera diplomática destaca su actuación como Embajador de Venezuela en México (1943-1945), representante Permanente de Venezuela ante las Naciones Unidas (1946-1952) y Embajador de Venezuela en los Estados Unidos de América (1952-1958), Washington D. C..

## Biografía

### Infancia
Hijo del Dr. Rubén González Cárdenas; abogado, político y destacado Ministro de Instrucción Pública durante el régimen del General Juan Vicente Gómez; y de Doña Dolores Martínez de González, fue el primogénito de una familia tachirense de cuatro hijos (César, Blanca, Tulia y Ana Clotilde). Hizo sus estudios de primaria en Capacho, con el maestro Carlos Julio Reyes. Su infancia trascurre dentro de un turbulento período político en San Cristóbal hasta 1917 cuando la familia se muda a Caracas.
Asumimos que César González Martínez, creció dentro de un hogar armonioso, al cual califica en la biografía de su padre,  como “un altar”. “Hasta allí no llegaron nunca la política y las intrigas, ni los quehaceres de la vida pública.” y si aceptamos que “lo que se aprende en la familia tiene una indeleble fuerza persuasiva”, podemos inferir que algunos rasgos y decisiones que marcaron la vida de este personaje, se acrisolaron  en el hogar de los González- Martínez. 
A su progenitor lo describe como un hombre que “cuando llegaba de su trabajo sabía olvidarse de la faena diaria y, en forma inflexible, prohibía que la familia fuera instrumento para un logro político cualquiera”. Este proceder tuvo que dejar huella en la descendencia de los González, porque “la educación familiar funciona por vía del ejemplo, no por  sesiones discursivas de trabajo, y está apoyada por gestos, humores compartidos,  hábitos del corazón y chantajes afectivos”.  De este modo que César crece a la sombra benefactora de Dolores Martínez y Rubén González, un hombre talentoso, recto y piadoso. Comenta que más de una vez  tuvo “que hacer deslizar… por el entre portón del zaguán, el sobre contentivo de la suma que remediaría la cruel necesidad, para la familia de algún político de la época”.
César se refiere a la formación moral de su padre como “casi orgánica” y asegura además, que “en la aplicación de la ley fue irreductible” y que “tuvo siempre por norte la corrección y la energía para imponerla”. Aquella combinación contrastante de hombre astuto, malicioso e inflexible, pero que “quería compartir con los demás lo poco que poseía y aun lo que no tenía”, aflora en la actuación de César González como escritor: él es preciso en su prosa, acucioso en la investigación, exacto en sus crónicas y lírico en sus discursos.

### Juventud
Cursa la primaria en la Escuela Normal de Hombres de Caracas,  dirigida entonces por Teodosio V. Sánchez. Desarrolla sus estudios secundarios en el Colegio Francés, Colegio Salesiano y Liceo Caracas, dirigido en aquel entonces por Rómulo Gallegos, hoy Liceo Andrés Bello.  Obtiene su pregrado de Derecho y el grado de Doctor en Ciencias Políticas (1929) en la Universidad Central de Venezuela, involucrándose en los movimientos políticos de la época.
César González tuvo la suerte de desempeñarse como amigo y secretario de su padre, el Dr. Rubén González Cárdenas, como menciona el Dr. Ramón José Velásquez: “conoció sus ideas, supo de sus dudas, fue su compañero en la hora de la desgracia política, oyó las conversaciones de los prohombres de la política que visitaban al Ministro González, se enteró de terribles secretos, como mudo testigo vio actuar a Juan Vicente Gómez en su papel de jefe de Estado y guarda el ordenado archivo del Ministro que quiso responder desde más allá de la muerte a los cargos que pudieran hacérsele. “
Al graduarse en Ciencias Políticas, a los 26 años,  asumió el cargo de Diputado por el Estado Bolívar en el Congreso Nacional entre 1929-1932. Fue Vicepresidente de la Cámara de Diputados en 1931; Secretario de la Delegación de Venezuela a la Asamblea de la Sociedad de las Naciones en 1932; Senador por el Estado Táchira y Vicepresidente del Senado en 1942; Consultor Jurídico del Ministerio de Hacienda, 1941-1942; Presidente del Colegio de Abogados del Distrito Federal, 1942; Miembro de la Comisión de Estudios de Legislación Fiscal; Miembro de la Delegación de Venezuela a la Tercera Reunión de Consultas de Ministros de Relaciones Exteriores de las Repúblicas Americanas, reunión en Río de Janeiro, 1942; Ministro de Relaciones Interiores, 1942-1943.

### Hijos
Siendo Embajador de Venezuela en México, contrae matrimonio con Georgina Cortés Guzmán (Puebla, Pue. 24 de abril de 1924 - Cuernavaca, Mor. 9 de abril de 2001) natural de Puebla, Estado de Puebla el 21 de septiembre de 1944.  De esta unión matrimonial nacen dos hijos: María Dolores González Cortés, casada con Mauro Henríquez Iturbe; y Rubén Daniel González Cortés, casado con María Inés Hurtado de González.

### Vida política

#### Servicio Exterior
Sirvió como Embajador en México, 1943-1945; Embajador en el Ecuador, 1945; Delegado por Venezuela a la Conferencia Interamericana para los problemas de la guerra y de la paz, 1945; Jefe de la Sección de Asuntos Políticos en las Naciones Unidas 1946-1950; Embajador Representante de Venezuela ante las Naciones Unidas 1950-1952; Embajador ante el gobierno de los Estados Unidos de América 1952-1958; Delegado de Venezuela en la X Conferencia Interamericana en Caracas 1954; Representante del Presidente de la República en la Comisión Interamericana de los Presidentes de las Naciones Americanas y Presidente de la Tercera Comisión de la misma, 1956.

#### Estatuas del Libertador Simón Bolívar
Con profundo sentido bolivariano, el Dr. César González promovió durante toda su gestión diplomática las autorizaciones para comisionar e instalar en los países donde ejerció la representación de Venezuela placas, bustos, estatuas pedestres o ecuestres del Libertador Simón Bolívar, tal fue el caso de la estatua ecuestre en Ciudad de México (1944). El Dr. César González en comunicación con el entonces Ministro de Relaciones Exteriores, José Loreto Arismendi (oficio 1429 del 2 de julio de 1957) agradece que el Sr. Presidente de la República apruebe la sugerencia del Dr. González de obsequiar a los pueblos que llevan el nombre de Bolívar con un busto, placa o estatua que perpetúe en bronce el hecho de llamarse Bolívar. En los Estados Unidos existen catorce (14) pueblos que llevan el nombre de Bolívar. El proyecto incluyó comisionar al reconocido escultor Félix de Weldon el importante bronce ecuestre en Washington D. C..

### Actuación en el área de la genealogía
Con el título ”Vieja Gente del Táchira” el Dr. César González hace un importante aporte al conocimiento de las raíces de los apellidos tachirenses a través de una crónica genealógica desarrollada con rigor metodológico y fruto de una extensa investigación. 

### Membresías
- Centro de Historia del Departamento Vargas, Distrito Federal.
- Colegio de Abogados del Distrito Federal.
- Grupo Nacional de Venezuela de la Corte permanente de Arbitraje.
- Instituto de Ciencias Sociales de México.
- Academia de Historia del Departamento Norte de Santander, Colombia.
- Sociedad Bolivariana de Venezuela.
- Miembro de Número del Instituto Venezolano de Genealogía.
- Individuo de Número del Centro de Historia del estado Táchira.
- Miembro honorario de la Orden de Abogados de Brasil.

### Condecoraciones y reconocimientos
- Colombia: Cruz de Boyacá, Primera Clase
- Ecuador: Orden del Mérito, Gran Oficial
- Francia: Legión de Honor, Comendador
- Nicaragua: Orden de Rubén Darío, Primera Clase
- México: Cruz del Águila Azteca, Primera Clase
- Venezuela: Orden del Libertador, Gran Cordón; Orden de Andrés Bello, Banda de Honor; Orden Francisco de Miranda, Primera Clase.

### Figuración literaria
César González es autor de varios discursos de índole histórica y literaria. Entre ellos, el pronunciado en la sesión solemne ante el Concejo Municipal del Distrito Capacho, el 20 de mayo de 1973, con motivo del nonagésimo octavo aniversario de la Fundación de la población de Independencia, donde destacan sus dotes de escritor. Claramente, la pieza dividida en dos porciones, desarrolla en la primera  la figura de un niño no identificado explícitamente (él mismo), pero que hace gala de una nitidez narrativa que solo posee quien dispone de información de primera mano. En la historia, de un valor testimonial incalculable, su capacidad descriptiva se desborda con estímulos directos  los sentidos, aderezada con un  acento festivo, que lo ayuda a  desplazarse dentro del difícil  tema de la cotidianidad. En la segunda parte describe los pilotes históricos del pueblo e idiosincráticos de sus habitantes, esbozando así las bases que conformaron su carácter y su desenvolvimiento posterior como ciudadano; con la pericia de un cronista que protege al rescoldo de su interioridad a un poeta.
En otra de sus disertaciones, pronunciada el 5 de julio de 1980 en Libertad, hace gala de rigurosidad investigativa y patriotismo, dejando al descubierto la versatilidad de sus habilidades. Por último, en la alocución pronunciada en marzo de 1978 en la Casa de la Cultura para rendir homenaje a dos destacadas figuras tachirenses  y dar la bienvenida a  nuevos socios, vuelve a desplegar su don de escritor.
En su entrevista incluida en el texto Democracia y negación de Eduardo Guzmán P., poco antes de su lamentable fallecimiento, esboza el panorama político del período presidencial de Medina Angarita  y sus antecesores como coprotagonista del hecho (primero como Consultor Jurídico  y luego como Ministro de Relaciones Interiores).
Durante la conferencia emite juicios de algunos personajes: “Yo creo que el político más sagaz que ha tenido Venezuela se llama Juan Vicente Gómez, aunque esto pareciera un sacrilegio”, “Si alguna cosa hay que reconocer en Medina era que su norte y su pensamiento fue el de Venezuela, era un hombre sobrio y disciplinado”, ” El General Medina se rodea de hombres jóvenes, como es mi caso y del Dr. Arturo Uslar Pietri, quien tenía todo el derecho de ser presidente de este país, por su trayectoria, gestión, por sus ejecutorias y por ser el hombre de mayores simpatías en el régimen “.
Evalúa épocas: “Cuando yo llegué a formar parte de su gobierno… no se podía hablar de que existía en el país una doctrina filosófica política como tal,  pues el problema fundamental era liquidar  los regímenes dictatoriales en Venezuela”, “Teníamos una situación económica… que era trágica y grave;…y él (Medina) en lugar de solicitar un empréstito, se vuelca primero en el Impuesto Sobre la Renta… y en segundo lugar provoca una reforma petrolera”. Y consigna la historia patria: “El 18 de Octubre, en el fondo, es una defensa del andinismo, porque según los golpistas Medina se apartaba de los militares, y se había convertido en un civil y eso era peligroso para la hegemonía andina.”